# 田頭勉
田頭 勉（たがしら つとむ、1962年7月29日 - ）は、日本の作曲家。元尚美学園大学音楽表現学科講師。配偶者は田頭優子。オリジナル作品の他、劇伴など放送関係の音楽を多く手がけている。
青森県八戸市生まれ。八戸高校を卒業後上京。東京芸術大学作曲学科を卒業後、同大学院作曲科を修了。芸術学修士。在学中は松村禎三に師事。日本音楽著作権協会正会員。
日本におけるアカデミックな作曲家としての登竜門的コンクールである「日本交響楽振興財団作曲賞」で第11回と第20回と2度入選し、その入選曲「叙情的幻想曲」と「REI for Orchestra」はいずれも東京交響楽団によって演奏され、NHK-FMにて放送された。
その後、放送関係の音楽制作に関わるようになり、これまでにNHK教育番組やラジオドラマの背景音楽などを多数担当している。

## 作品
- 抒情幻想曲	オーケストラ	演奏／放送	Jun-89	日本交響楽振興財団第11回作曲賞入選作品/尾高忠明指揮/東京交響楽団/東京文化会館
- 愛と希望にむけて	オーケストラ	録音	Sep-89	ストレス解消のバイオミュージックCD（ソニーミュージック）
- 出勤時の意気高揚	オーケストラ	録音	Sep-89	ストレス解消のバイオミュージックCD（ソニーミュージック）
- 自信をつけるために	オーケストラ	録音	Sep-89	ストレス解消のバイオミュージックCD（ソニーミュージック）
- 風が吹くと	同声3部合唱	出版／演奏	Mar-91	音楽の友社／八戸市立柏崎小学校合唱部/他
- 風に言葉	同声3部合唱	出版／演奏	Mar-91	音楽の友社／八戸市立柏崎小学校合唱部/他
- みんななにかに	同声3部合唱	出版／演奏	Mar-91	音楽の友社／八戸市立柏崎小学校合唱部/他
- 山が	同声3部合唱	出版／演奏	Mar-91	音楽の友社／八戸市立柏崎小学校合唱部/他
- 蝶	同声3部合唱	出版	Apr-91	音楽の友社「教育音楽付録」
- すいれん	同声3部合唱	出版	May-91	音楽の友社「教育音楽付録」
- 金魚	同声3部合唱	出版	Jul-91	音楽の友社「教育音楽付録」
- 花火	同声3部合唱	出版	Sep-91	音楽の友社「教育音楽付録」
- こおろぎ	同声3部合唱	出版	Oct-91	音楽の友社「教育音楽付録」
- お地蔵さま	同声3部合唱	出版	Nov-91	音楽の友社「教育音楽付録」
- 冬	同声3部合唱	出版	Dec-91	音楽の友社「教育音楽付録」
- 雪の日	同声3部合唱	出版	Dec-91	音楽の友社「教育音楽付録」
- 笛	混声4部合唱	出版	Jan-92	音楽の友社「教育音楽付録」
- はてなにタックル「テーマ」	室内楽	放送	Apr-92	NHK-ETV
- 「あしたへジャンプ'92」BGM    室内楽	放送	Apr-92	NHK-ETV
- オークル・ルージュの樹の下で	同声3部合唱	出版／演奏／放送	Apr-92	音楽の友社／八戸市立柏崎小学校合唱部、岩手大学付属小学校/他
- 北溟頌歌	室内オーケストラ	演奏	Jul-92	ムジクケラー演奏会委嘱作品/武蔵野市民文化会館/上垣聡指揮
- MINUTE DREAM WHAT COMING FROM	ピアノカルテット	録音	Oct-92	パッサージュ企画より委嘱
- MEDITATION DE "THAIS"	ピアノカルテット	録音	Oct-92	パッサージュ企画より委嘱/編曲
- 「さわやか3組'93」よりENDINGテーマ　	室内楽	放送	Apr-93	NHK-ETV
- 「さわやか3組'93」BGM　	室内楽	放送	Apr-93	NHK-ETV
- 「土曜美の朝」オープニング曲/エンディング曲	室内楽	放送	Apr-93	NHK-GTV
- 五木の子守唄によるパラフレーズ	オーケストラ	演奏	Sep-93	国際芸術家協会ベルリン公演/ソプラノ：林千恵/シャウシュピールハウス大ホール
- 「あしたへジャンプ'94」テーマソング	室内楽	放送	Apr-94	NHK-ETV（唄：西城秀樹/合唱：東京放送児童合唱団）
- 「あしたへジャンプ'94」 エンディングテーマ	室内楽	放送	Apr-94	NHK-ETV
- 「あしたへジャンプ'94」 BGM	室内楽	放送	Apr-94	NHK-ETV
- FMシアター「あの日の匂い」BGM	室内楽	放送	Apr-94	NHK-FM
- 声明大響宴	シンセサイザー／声明	演奏/放送	May-94	比叡山根本中堂建立1200周年記念コンサート/NHK-BS
- 天上の光は永遠に	ピアノコンチェルト	録音/出版	Jul-95	東京IMC委嘱/ピアノ：パオラ　ブルーニ/指揮：田頭勉/ウィーン
- 「きっと明日は」BGM	シンセサイザー	放送	Apr-96	NHK-ETV
- 「きっと明日は」エンディングテーマ	室内楽	放送	Apr-96	NHK-ETV
- 「きっと明日は」オープニングテーマ	シンセサイザー	放送	Apr-96	NHK-ETV
- ネオリエントーソ＜海＞	シンセサイザー／声明	録音	Apr-96	コロンビアレコードCD「声明幻想~時空をこえて~」収録
- ネオリエントーソ＜大地＞	シンセサイザー／声明	録音	Apr-96	コロンビアレコードCD「声明幻想~時空をこえて~」収録
- ネオリエントーソ＜月＞	シンセサイザー／声明	録音	Apr-96	コロンビアレコードCD「声明幻想~時空をこえて~」収録
- ネオリエントーソ＜天空＞	シンセサイザー／声明	録音	Apr-96	コロンビアレコードCD「声明幻想~時空をこえて~」収録
- ネオリエントーソ＜悠久の時＞	シンセサイザー／声明	録音	Apr-96	コロンビアレコードCD「声明幻想~時空をこえて~」収録
- 「なぜなぜ日本」テーマ音楽	室内楽	放送	Apr-97	NHK-ETV
- プロジェクトエデン	シンセサイザー	放送	Apr-97	虹色定期便'97年度主題歌
- 虹色定期便’97 BGM   シンセサイザー	放送	Apr-97
- Rhapsody	木管五重奏	演奏	Jul-97	グループ展/埼玉県久喜市市民プラザホール
- 純正律音楽CD「光の国へI」	シンセサイザー	録音	Oct-97	純正律音楽研究会
- 青春アドベンチャー「オペレーションソル」BGM	シンセサイザー	放送	Apr-98	NHK-FM
- 純正律音楽CD「光の国へII」	シンセサイザー	録音	Jun-98	純正律音楽研究会
- 純正律音楽CD「光の国へIII」	シンセサイザー	録音	Jun-98	純正律音楽研究会
- 純正律音楽CD「響きの苑へ」	シンセサイザー	録音	Jun-98	純正律音楽研究会
- 「REI」FOR ORCHESTRA	オーケストラ	演奏／放送	Jul-98	日本交響楽振興財団第20回作曲賞入選作品/秋山和慶指揮/東京交響楽団/なかのZERO大ホール
- 教育用映画「薬物、劇物、アルコール」	シンセサイザー	ビデオパッケージ	Dec-98	東映教育映像
- FMシアター「飛ぶ教室」BGM	室内楽	放送	Feb-99	NHK-FM
- 「まちへとびだそう」BGM	シンセサイザー	放送	Apr-99	NHK-ETV
- 妙音天頌	シンセサイザー	演奏	Apr-99	八戸蕪島神社
- 青春アドベンチャー「魔女たちのたそがれ」BGM	シンセサイザー	放送	Jun-99	NHK-FM
- ロマネスク源氏物語オープニングテーマ/エンディングテーマ/BGM	室内オーケストラ	放送	Aug-99	NHK-FM（語り：幸田弘子）
- わたしの2000年メッセージ～日本から世界へ～オープニング/エンディング/BGM	シンセサイザー	放送	Jan-00	NHK-GTV
- NEWSLINE　オープニングテーマ/エンディングテーマ/BGM	シンセサイザー	放送	Apr-00	NHK-BS
- NEWSWATCH　オープニングテーマ/エンディングテーマ/BGM	シンセサイザー	放送	Apr-00	NHK-BS
- TODAY'S ASIA VISION　オープニング/エンディング/BGM	シンセサイザー	放送	Apr-00	NHK-BS
- 週間リスナー倶楽部 オープニング/エンディング/BGM	シンセサイザー	放送	Apr-00	NHK国際放送週間リスナー倶楽部BGM
- ラジオ日本開局65周年記念番組テーマ音楽	シンセサイザー	放送	Jun-00	NHK-GTV
- シドニーオリンピックNHK-BS news テーマ	シンセサイザー	放送	Sep-00	NHK-BS
- FMシアター「井上さんの卒業式」BGM	室内楽	放送	Mar-01	NHKFMシアター
- まちへとびだそう　オープニングテーマ曲	シンセサイザー	放送	Apr-01	NHK-ETV
- ピックアップNHKテーマ曲及びBGM	シンセサイザー	放送	Apr-01	NHK-GTV
- あすからのベストセレクションテーマ曲及びBGM	シンセサイザー	放送	Apr-01	NHK-GTV
- おはよう世界のトップニューステーマ曲及びBGM	シンセサイザー	放送	Apr-01	NHK-BS
- Let's learn Japaneseテーマ曲及びBGM	シンセサイザー	放送	Apr-01	NHKラジオ国際放送
- FMシアター「その時は殺され」BGM	シンセサイザー	放送	Sep-01	NHKFMシアター
- TrollsCathedral Main title	シンセサイザー	映画	Sep-01	映画
- ドラマCD「欲望と恋のめぐり」テーマ曲及びBGM	シンセサイザー	CD	Dec-01	ソフトガレージ＆小学館
- ソルトレークオリンピックnewsテーマ曲及びBGM	シンセサイザー	放送	Feb-02	NHK-world
- サッカーワールドカップNewsテーマ曲及びBGM	シンセサイザー	放送	May-02	NHK-world
- 2002FIFAワールドカップテーマ曲/BGM	シンセサイザー	放送	Jun-02	NHK-WorldTV
- 青い国のファンタジア	シンセサイザー	CD	Sep-02	自主制作
- ドラマCD「欲望と恋のめぐりII」テーマ曲及びBGM	シンセサイザー	CD	Oct-02	ソフトガレージ＆小学館
- FMシアター「障子の穴の天の川」BGM	室内オーケストラ	放送	Jan-03	NHK-FM
- ドラマCD「禁断」テーマ曲及びBGM	シンセサイザー	CD	Jan-03	ソフトガレージ＆小学館
- ドラマCD「覇王愛人」テーマ曲及びBGM	シンセサイザー	CD	Apr-03	ソフトガレージ＆小学館
- 英語ニューステーマ曲及びBGM	シンセサイザー	放送	May-03	NHK-world & R2
- 海外安全情報テーマ曲及びBGM	シンセサイザー	放送	May-03	NHK-world & BS
- Badder Land theme & BGM	シンセサイザー	ショートフィルム	Aug-03	Norwayfilm
- Bellwether CF sound logo	シンセサイザー	企業CF	Aug-03	America
- 特集「大黒屋光太夫」BGM	室内オーケストラ	放送	Aug-03	NHK-FM
- ドラマCD「覇王愛人II」テーマ曲及びBGM	シンセサイザー	CD	Dec-03	ソフトガレージ＆小学館
- WHAT'S ON JAPAN　テーマ曲	シンセサイザー	放送	Apr-04	NHK-WorldTV&BS1
- ドラマCD「覇王愛人III」テーマ曲及びBGM	シンセサイザー	CD	May-04	ソフトガレージ＆小学館
- あおもり四季の音風景 第一章	シンセサイザー	CD	Jun-04	RAB青森放送
- あおもり四季の音風景 第二章	シンセサイザー	CD	Jun-04	RAB青森放送
- あおもり四季の音風景 第三章	シンセサイザー	CD	Jun-04	RAB青森放送
- あおもり四季の音風景 第四章	シンセサイザー	CD	Jun-04	RAB青森放送
- FMシアター「試合前のエース」　BGM	室内オーケストラ	放送	Jul-04	NHK-FM
- 千葉幼稚園創立50周年記念式典曲	シンセサイザー	演奏	Oct-04	八戸市公会堂
- ワールドニュースアワーBGM&テーマ曲	シンセサイザー	放送	Apr-05	NHK-BS
- FMシアター「眉山」BGM	室内オーケストラ	放送	Jul-05	NHK-FM
- ソプラノと三味線・ドラムスのコラボレーションによる津軽じょんがら節	シンセサイザー他	CD	Dec-05	自主制作
- FMシアター「さらば、イカロス」BGM	室内オーケストラ	放送	Mar-06	NHK-FM
- NEWS TODAY 30 MINUTES BGM&テーマ曲	シンセサイザー	放送	Apr-06	NHK-WorldTV&BS1
- Newsline テーマ曲＆BGM	シンセサイザー	放送	Apr-07	NHK-WorldTV
- FMシアター「カリブの女・ユーマ」BGM	室内オーケストラ	放送	Oct-07	NHK-FM
- FMシアター「稲穂が輝く時」 BGM	室内オーケストラ	放送	Aug-08	NHK-FM
- FMシアター「赤い操り糸」 BGM	室内オーケストラ	放送	Aug-09	NHK-FM
- FMシアター「父のいた島」 BGM	室内オーケストラ	放送	Apr-10	NHK-FM
- Standing by sal tree	弦楽四重奏	(原博/田頭勉作品展)	Apr-10
- "青春アドベンチャー「サマルカンド年代記」BGM"	シンセサイザー	放送＆CD	Oct-10	NHK-FM
- 千葉学園創立100周年記念式典曲	シンセサイザー	演奏	Nov-10	八戸市公会堂
- どうなる？今後の電力エネルギー	シンセサイザー	DVD	Nov-11	社会教育ビデオ　映学社
- 原子力発電はなぜ生まれたか	シンセサイザー	DVD	Nov-11	社会教育ビデオ　映学社
- 放射性物質の光と影	シンセサイザー	DVD	Nov-11	社会教育ビデオ　映学社
- FMシアター「さよなら、コロポックル」	室内オーケストラ	放送	Dec-11	NHK-FM
- おとなの基礎英語　テーマ曲＆BGM	シンセサイザー、vocal	放送	Apr-12	NHK-ETV
- 伊豆大島PRビデオ音楽	室内オーケストラ	DVD	Jan-13	伊豆大島観光協会
- NHKみんなのうた「カタツムリ、カタオモイ」	シンセサイザー、歌	放送	Jun,Jul-13	NHK-TV
- 二胡とピアノのための組曲	二胡、ピアノ	演奏	Aug-13	二胡奏者、野沢香苗氏委嘱楽曲
- NHKスペシャル「故宮」	室内オーケストラ	放送	Jun-14	作家集団「プラネット・テラ」として
- 中国映画「動機」音楽担当	オーケストラ	上映	Dec-14
- 中華人民共和国　連続テレビドラマ「仙剑云之凡」May-16
- 中華人民共和国　連続テレビドラマ「奇星記之鮮衣怒馬少年時」Jan-17
- 新日曜名作座「シェアハウスかざみどり」BGM
- 幻想三國誌 -天元霊心記-